# Анрио H-110
Анрио H-110 (фр. Hanriot H-110) је француски ловачки авион. Авион је први пут полетео 1933. године. 

Због недовољне покретљивости на конкурсу РВ, послат је у фабрику на дораду и резултујући модел је назван Анрио H-115.
Празан авион је имао масу од 1260 килограма. Нормална полетна маса износила је око 1750 килограма. Био је наоружан са два 7,5 мм митраљеза.

## Наоружање
| Наоружање авиона: Анрио        |     |
| Ватрено (стрељачко) наоружање  |     |
| Топ                            |     |
| Митраљез                       |     |
| Број и ознака митраљеза        | 2   |
| Калибар                        | 7,5 |
| Бомбардерско наоружање (бомбе) |     |
| Ракетно наоружање (ракете)     |     |